# Orvieto

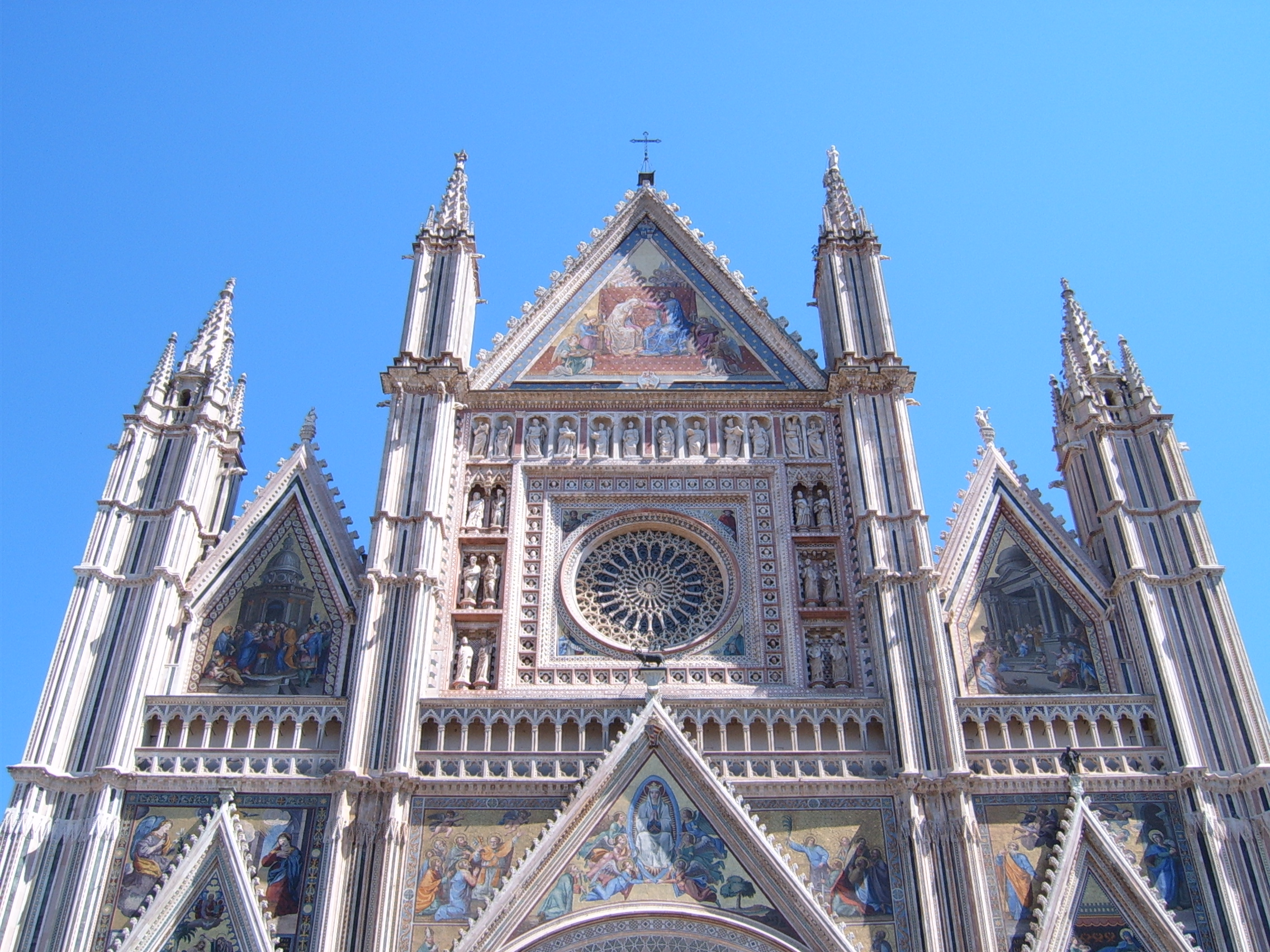
Giáo đường Orvieto.

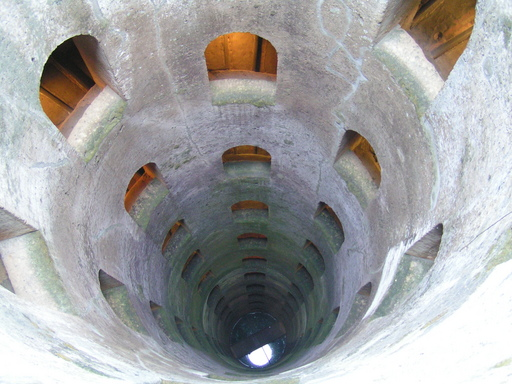
Pozzo di S. Patrizio.

Orvieto là một thành phố ở phía tây nam Umbria, Italia nằm ở trên một đỉnh bằng phẳng của một tuff núi lửa.

## Thành phố kết nghĩa
- Givors, Pháp
- Maebashi, Nhật
- Aiken, Mỹ
- Seinäjoki, Phần Lan
- Kercem, Malta